# ألدا ليفي
ألدا ليفي سبينزويلا (بالإنجليزية: Alda Levi Spinazzola) ولدت في بولونيا (إيطاليا)، 16 يونيو 1890 - وتوفيت في روما 23 يونيو 1950 ، كانت عالمة آثار إيطالية ومؤرخة للفن

## السيرة الذاتية
وُلدت ليفي ضمن عائلة يهودية من الطبقة المتوسطة، وحضرت صفوف "Liceo classico Tito Livio" في بادوفا. في عام 1913 تخرجت في فقه اللغة الكلاسيكية وعلوم التعلم في جامعة بادوفا. في عام 1915 بدأت حياتها المهنية كمفتش في ديكو سوبرينتندينزا أنتيتشيتا، وسرعان ما قابلت زوجها ومعارضتها للفاشية، فيتوريو سبينازولا. تزوجا في عام 932.
انتقلت ليفي إلى بولونيا (إيطاليا) (1924) ثم إلى ميلانو (1925) ، وعُيِّنَت مديرةً لمركز ديكو سوبرينتندينزا أنتيتشيتا الأول في تورينو ، وبادوا بعد ذلك. كانت هي المفتش الوحيد لعلم الآثار لمنطقة لومباردي بأكملها خلال سنوات الطفرة في البناء.
نشرت العديد من نتائج أعمالها في التنقيب في عدد من المجلات: هيستوريا، والمجلة الأثرية للمقاطعة القديمة وأبرشية كومو، وأخبار حفريات العصور القديمة ونشرة علم الحفريات الإيطالية. أيضا، أنها نشرت بيترا من بارابيجو وكتالوج من المنحوتات اليونانية والرومانية من قصر الدوق، مانتوفا.
بعد نشر القوانين العنصرية الإيطالية، خسرت ليفي وظيفتها وانتقلت إلى روما، خوفًا من الترحيل الدائم. بعد انتهاء الحرب (1945) استعادت وظيفتها ونشرت مع زوجها نتائج الحفريات في فيا ديلوبوندانزا في بومبي. تحولت إلى الديانة الكاثوليكية وتوفيت في روما في عام 1950.